# Dima (Biscaye)
Pour les articles homonymes, voir Dima.
Dima est une commune de Biscaye dans la communauté autonome du Pays basque en Espagne. Dima est voisine des municipalités d'Igorre et d'Otxandio, dans les environs du Parc naturel d'Urkiola.

## Géographie

### Quartiers
Les quartiers de Dima sont: Arostegieta, Artaun, Baltzola, Bargondia, Bikarregi, Indusi, Intxaurbizkar, Lamindao, Oba, Olazabal et Ugarana

## Mythologie
Dima est un village avec une grande tradition mythologique basque. Dans les grottes de Baltzola on dit qu'habite Sugoi (ou dragon dans la mythologie basque) et dans les champs de Petralanda dans le quartier de Lamindano on croit que se déroulaient les Akelarres de la région.

## Patrimoine
À Dima on peut trouver des trésors naturels comme la grotte de Balzola où a récemment effectué un des essais pour la classification du Master international d'escalade, ainsi que l'abri d'Axlor, abri sous roche préhistorique.

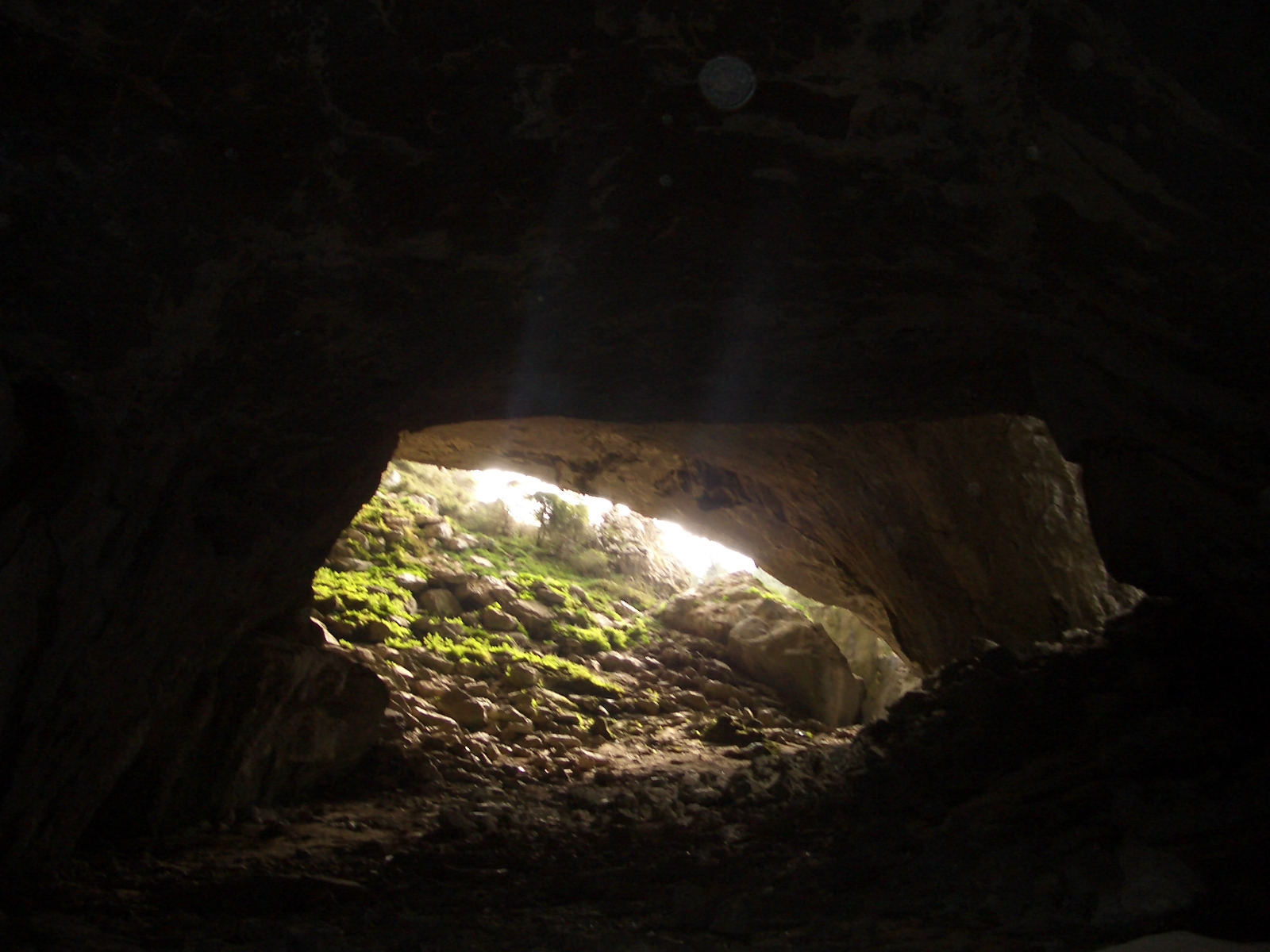
Entrée des grottes de Balzola

### Sources
- (es)/(eu) Cet article est partiellement ou en totalité issu des articles intitulés en espagnol « Dima » (voir la liste des auteurs) et en basque « Dima » (voir la liste des auteurs).